# Maccullochella macquariensis
Maccullochella macquariensis је зракоперка из реда Perciformes и фамилије Percichthyidae. 

## Угроженост
Ова врста се сматра угроженом.

## Распрострањење
Аустралија је једино познато природно станиште врсте.

## Станиште
Станиште врсте су слатководна подручја.